# Manuel Francisco Correia

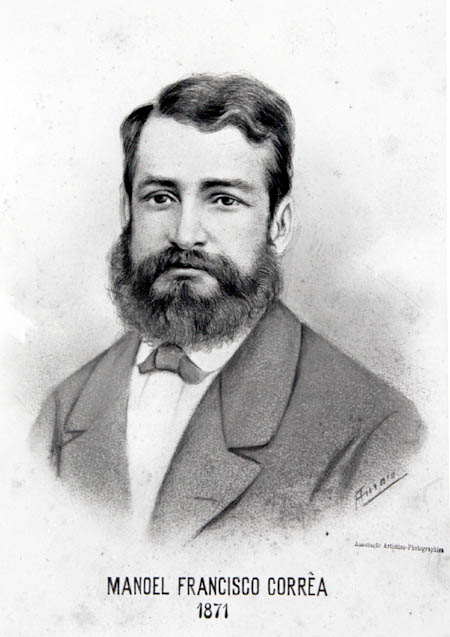
Manuel Francisco Correia

Manuel Francisco Correia Junior (Paranaguá, 1 de novembro de 1831 — Rio de Janeiro, 11 de junho de 1905) foi um advogado e político brasileiro, senador do Império do Brasil de 1877 a 1889. 
Era irmão do Barão do Serro Azul e filho do comendador Manoel Francisco Correia e de Francisca Pereira Correia.
Foi presidente da província de Pernambuco, de 30 de abril a 2 de outubro de 1862.
Durante o governo de Floriano Peixoto chefiou a diretoria geral do Tribunal de Contas, cargo esse em que foi aposentado. Era sócio fundador da Sociedade de Geografia do Rio de Janeiro e do Instituto Histórico e Geográfico Brasileiro, do qual foi vice-presidente.
Também foi deputado geral em três mandatos distintos, entre 1869 e 1877, e senado entre 1877 e 1889. Formado em Humanidades Superior na Faculdade de Direito de São Paulo, foi agraciado com a grã-cruz da ordem da Conceição de Vila-Viçosa e de Cristo de Portugal, além da ordem da coroa de ferro da Áustria e de Sant´anna da Rússia.